# البادی
ال بادی یک منطقهٔ مسکونی در عربستان سعودی است که در استان جازان واقع شده‌است.